# Polana bruneola
Polana bruneola är en insektsart som beskrevs av Henry Fairfield Osborn 1938. Polana bruneola ingår i släktet Polana och familjen dvärgstritar. Inga underarter finns listade i Catalogue of Life.